# Мартін-де-ла-Хара
Мартін-де-ла-Хара (ісп. Martín de la Jara) — муніципалітет в Іспанії, у складі автономної спільноти Андалусія, у провінції Севілья. Населення — 2782 особи (2010).
Муніципалітет розташований на відстані близько 380 км на південь від Мадрида, 95 км на схід від Севільї.
На території муніципалітету розташовані такі населені пункти: (дані про населення за 2010 рік)
- Ель-Каньюело: 7 осіб
- Мартін-де-ла-Хара: 2770 осіб
- Ель-Рехано: 5 осіб

## Демографія
Динаміка населення (INE ):